# 先验唯心论
先验唯心论是德国哲学家伊曼努尔·康德在18世纪建立的理论。在《纯粹理性批判》中，这种观点得到了较为全面的阐释。康德的这个理论限定了人认识能力的范围，并且也因此否定了我们有直接认知物自体的能力。

## 背景
尽管它极大地影响了随后的德国哲学，更准确地说，如何解释这一概念直接成为了20世纪哲学家争论的主题。 康德首先在《纯粹理性批判》中对此进行了描述，并将其观点与当代的现实主义和唯心主义观点区分开来，但是其他哲学家们并不认为康德与上述两个立场有多大不同。 
在康德的文章《任何一种能够作为科学出现的未来形而上学导论》的基础上，先验唯心主义与形式唯心主义（Formalistic Idealism）相结合，尽管最近的研究对这种说法提出质疑（待补充资料）。后来的德国哲学家J·G·费希特、弗里德里希·谢林，以及亚瑟·叔本华也自称为先验唯心主义，并且20世纪初期，埃德蒙德·胡塞爾将他的先验现象学称为先验唯心主义的新形式。 

## 康德的先验唯心主义
在康德之前，一些思想家认为时空不是事物，如莱布尼兹。另一些思想家，如牛顿，则坚持认为，时间和空间是真实存在的实体。莱布尼兹对宇宙及其中的事物则有着截然不同的见解。 根据他的单子论，人类通常理解的个别事物的相互关系（例如，他们在空间和时间上的相对位置）存在于上帝的心灵之中，而不是存在于我们所认为的宇宙中。 在实在主义者看来，单个事物之间通过物理因素相互作用，事物的相互关系则通过将它们与人的大脑联系起来的实际过程来显现，因此人类得以了解了事物之间行为的确定关联，并且有了对于它们的正确认识。 

康德意识到这两个立场都存在一定的问题。受到牛顿物理学的影响，他了解到感知受体与感知主体之间存在着物理上的关联。 但是，心灵的一个重要功能是对输入内容进行构造并进行加工处理，而不仅仅是对外部数据的映射。  :57
如果我们试图维持在康德认为的所能证明的范围之内，可以说证明时空的经验实在性是可能的。也就是说，在数学和物理学上，所有空间上的和时间上的性质都是客观有效的。 但是，这种经验实在性涉及到了先验唯心的层面。空间和时间是人类的直观形式，并且它们只对于表象（物自体对我们的显现）有效，而对物自体来说却是无效的。:41 
这里最重要的因素是先天直观形式（德語： Anschauung），即时间和空间，而不是物自体或经验表象（德語： Erscheinungen）。 因此，它们既不被认为是我们在感知对象时可以归于对象的属性，也不是独立存在的实体。从这个意义上讲，它们是任何给定对象的主观但必要的前提，只要该对象是一个表象而不是物自体。人类必须将物体感知为位于空间和时间中的物体。经验的条件就是人类认知客体，并且作为时空中的东西来感知和理解它的一个环节。在《纯粹理性批判》的先验感性论部分中，康德认为：“我所理解的对一切现象的先验唯心论是这样的一种学说，即依据它我们就把一切现象全部看作单纯的表象，而不是看作物自体本身，因此时间和空间就只是我们直观的感性形式…”  先验感性论部分专门探讨人类感性的先天条件，即人类意图反对的能力。 下一节“先验逻辑论”则涉及了对对象的思维形式。

## 历史的相似之处
公元前530年，色诺芬尼的克塞诺芬尼在对确定性的思考中展现了康德的认识论的雏形。 “至于诸神的真理，以及我所讲的一切事物的真相，是从来没有、也绝不会有任何人知道的。即便他偶然说出了最完备的真理，他自己还是不知道果真如此，各人可以有各人的猜想。 ”  一些中世纪印度佛教徒的某些观点可能表明他们是先验唯心论者，例如法称，因为他们似乎持有分体虚无主义立场，但是先验的唯心主义者认为自己的心灵与原子不同 。  :37–45 一些佛教徒经常试图维护这样的观点，即心灵等于分体虚无主义所认为的实体——原子，但是佛教徒似乎没有对这种情况进行解释，而且关于上述佛教徒的许多文献都涉及到原子和心灵是否是相分的讨论。 这使他们的立场与先验唯心主义非常相像，类似于康德的物自体理论（它非常像原子论 ）。

## 叔本华
叔本华将康德的先验唯心论作为自己哲学的出发点， 在他的著作《作为意志和表象的世界》中有所体现。叔本华把先验唯心论简单地描述为现象和物自体的区别，并且认识到，对我们而言，只有现象是可获知的，因为"我们既无法认识自己也无法认识作为物自体的事物，而只能认识事物的表象。" 
叔本华对于先验（transcendental）一词的一些评论如下：
「先验」是这样的一种理论，即，使我们意识到呈现给我们的世界的基本规则是植根于我们的脑海之中的，并也因此是先天的（a priori）原则。之所以称它为先验的，是因为它"超越"了全部被给予的表象（Phantasmagoria）。 因此，正如我所说，只有“ 纯粹理性批判”和批判（即康德主义 ）哲学是先验的。
 — 叔本華， 《附录与补遗（卷一）》，哲学史片断，第十三节
在第13节中，叔本华进一步谈到了康德关于时空的观念性的观点：「在康德之前，我们可以说是我们位于时间之中；现在是时间位于我们之中了。 在第一种情况下，时间是『真实的』 ，就像时间上的一切事物一样，我们被时间消磨着。 在第二种情况下，时间是『观念的』；它位于我们心灵内部。」
叔本华将莱布尼兹的独断哲学与康德的先验批判哲学进行了对比。
这个哲学恰好是把那些为这一切种类的独断论奠基的永恒真理变成了它的问题，恰好要探讨这些真理的起源，于是就发现了这起源是在人的头脑中；即是说在这里这些永恒真理是从专属于人的头脑的，为了了解一个客观世界而装在头脑中的那些形式中产生的。所以说这里，在脑髓中，[才] 是为那堂皇的独断论建筑物提供材料的石矿。而这批判哲学，由于要达到这一结果就必须超出前此所有独断论所根据的那些永恒真理之上，而使这些永恒真理自身成为探讨的对象，就也成为超绝哲学了。从这一点出发就可进一步得出结论说这个客观世界，如我们所认识的那样，不是属于自在之物自身的本质的，而是这自在之物的单纯现象，[同时这客观世界又]正是为先验地即在人类智力[亦即脑髓]中的那些形式所决定的，所以客观世界除了现象之外也不能包涵什么。
 — 叔本華， 《作为意志和表象的世界》卷一，附录：对康德哲学的批判

## 彼得·斯特劳森
彼得·斯特劳森在《意识的界限》中提出了对康德的第一个「批判」的见解 ，这个见解一旦被接受，就能驳倒大多数之前的主张，包括先验唯心主义。 斯特劳森认为，如果康德遵循了他所说的一切含义，他会在整体框架上发现许多自相矛盾之处。 :403
斯特劳森将「先验演绎」的分析论证视为文中最有价值的想法，并认为先验唯心主义是康德伟大的体系中不可避免的错误。 在斯特劳森的传统解读（也赞成在工作保罗·盖尔和雷·兰顿 ），康德的术语“现象”（从字面上看，源自希腊语：phainomenon，“可观察的”）是指现象世界或可感世界。 它们被标记为“phenomena”，以提醒读者，人类会将这些派生的现象与隐藏在我们的感官背后的永远无法得知的“物自体”相混淆。 经验的必要前提、人类带给他们对世界的感知内容的组成部分以及诸如时空之类的感性形式使得「先天」判断成为可能，但是人类经验的基本理解的所有过程都没有使任何人超越人类感性的固有限制。 康德的体系要求本体的存在以防止对外在现实的摒弃，而斯特劳森在书中所反对的正是这个概念（我们无法真正理解的无意义的对象）。

## 亨利·艾里森
同样是对于康德的先验唯心主义 ， 亨利·艾里森提出了一种与斯特劳森的解释相反的见解。 艾莉森认为，斯特劳森（Strawson）和其他人通过强调所谓的两个世界的解读（Paul Guyer提出的观点）来歪曲康德。 这个对于康德的现象(Phenomena)/本体(Noumena)的区分的观点（在艾里森看来是错误的）认为现象和本体在存在论上是彼此不同的。 在此基础上得出的结论是，由于我们理解本体的方式，我们在某种程度上不了解本体。 在这样的观点中，康德本人会把他所认为的谬论归于先验实在论者 。 在艾里森的解读中，康德的理论可以更恰当地被描述为一个两面（two-aspect）的理论，其中本体和现象是指思维一个物体的互补的方式。 康德最想确立的是认识上的而不是认识论上的不足的辩证法特征。 

## 相反观点：实在论
反对康德的先验唯心论的学说是实在论，也就是说，世界是真实可知的，而无需考虑主体的认知方式。 罗素，摩尔，拉尔夫·巴顿·佩里和亨利·巴布科克·维奇等哲学家都提出了这一建议。 与唯心论相反，实在论认为被感知的物自体就是如它显现的那样独立于一个认知主体的心灵而存在。 
- 批判唯心主义
- 叔本华对康德哲学的批判
- 超越（哲学）
- 先验经验主义